# Brzuze (gemeente)
De gemeente Brzuze is een landgemeente in het Poolse woiwodschap Koejavië-Pommeren, in powiat Rypiński.
De zetel van de gemeente is in Brzuze.
Op 30 juni 2004 telde de gemeente 5344 inwoners.

## Oppervlakte gegevens
In 2002 bedroeg de totale oppervlakte van gemeente Brzuze 86,25 km², waarvan:
- agrarisch gebied: 80%
- bossen: 6%

De gemeente beslaat 14,69% van de totale oppervlakte van de powiat.

## Demografie
Stand op 30 juni 2004:
| Omschrijving                   | Totaal | Totaal | Vrouwen | Vrouwen | Mannen | Mannen |
| ------------------------------ | ------ | ------ | ------- | ------- | ------ | ------ |
| eenheid                        | aantal | %      | aantal  | %       | aantal | %      |
| inwoners                       | 5344   | 100    | 2703    | 50,6    | 2641   | 49,4   |
| bevolkingsdichtheid (inw./km²) | 62     | 62     | 31,3    | 31,3    | 30,6   | 30,6   |

In 2002 bedroeg het gemiddelde inkomen per inwoner 1488,55 zł.

## Plaatsen in de gemeente
Brzuze, Dobre, Giżynek, Gulbiny, Kleszczyn, Łączonek, Marianowo, Mościska, Okonin, Ostrowite, Piskorczyn, Przyrowa, Radzynek, Somsiory, Trąbin-Rumunki, Trąbin-Wieś, Ugoszcz, Żałe

## Aangrenzende gemeenten
Chrostkowo, Radomin, Rogowo, Rypin, Wąpielsk, Zbójno

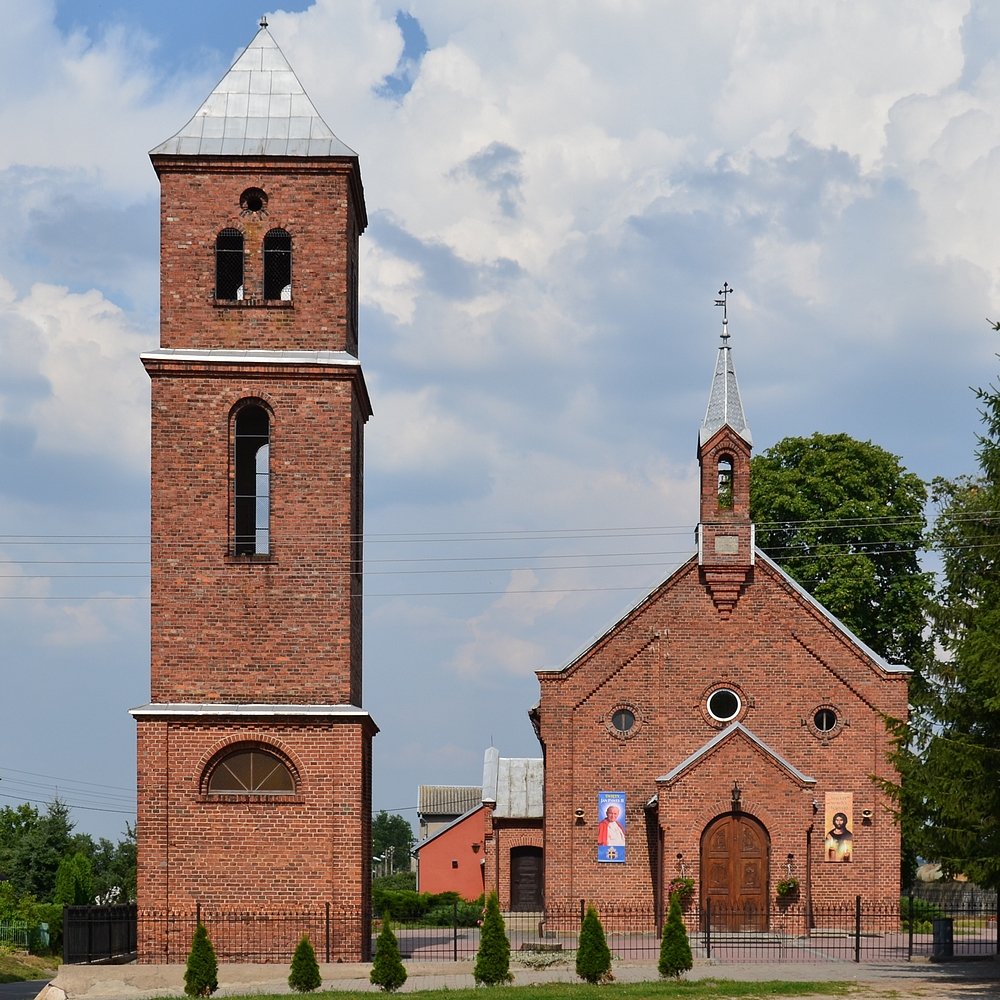
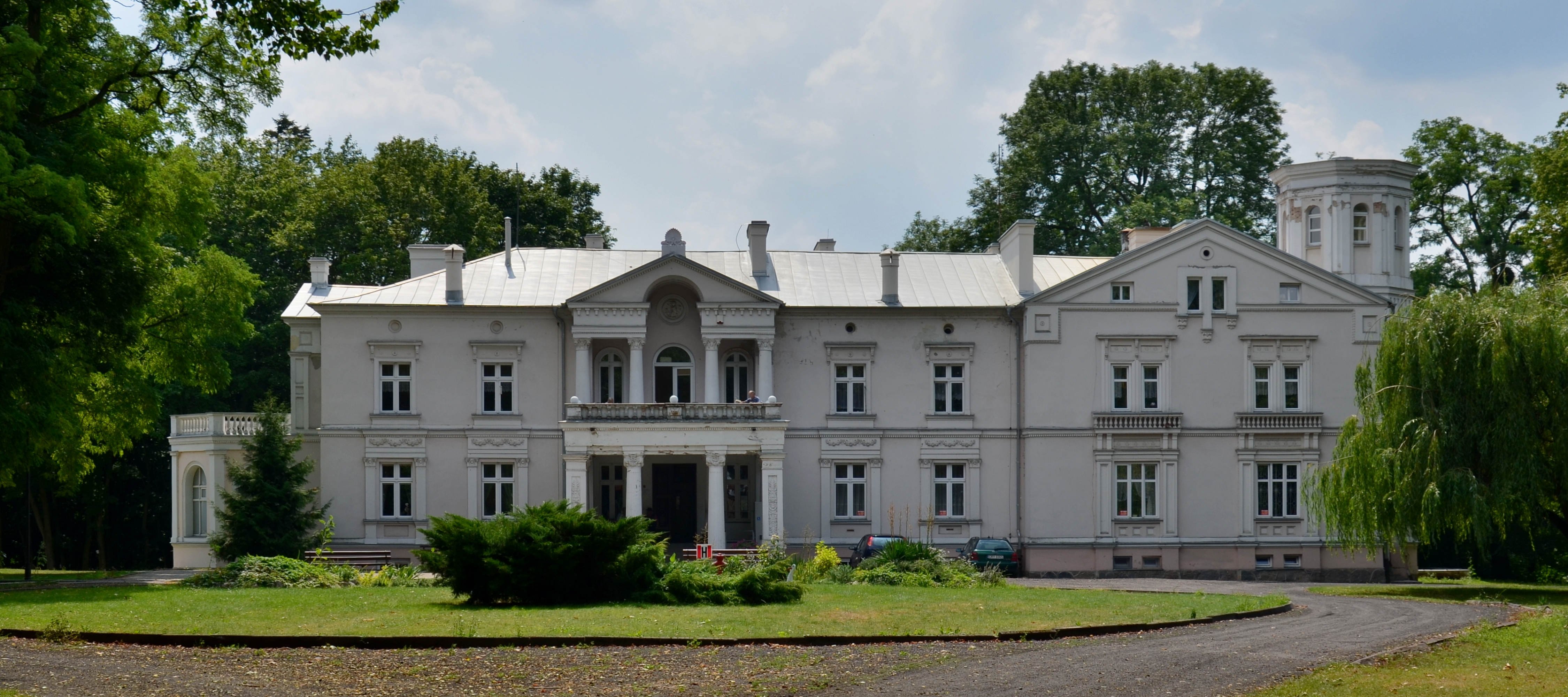
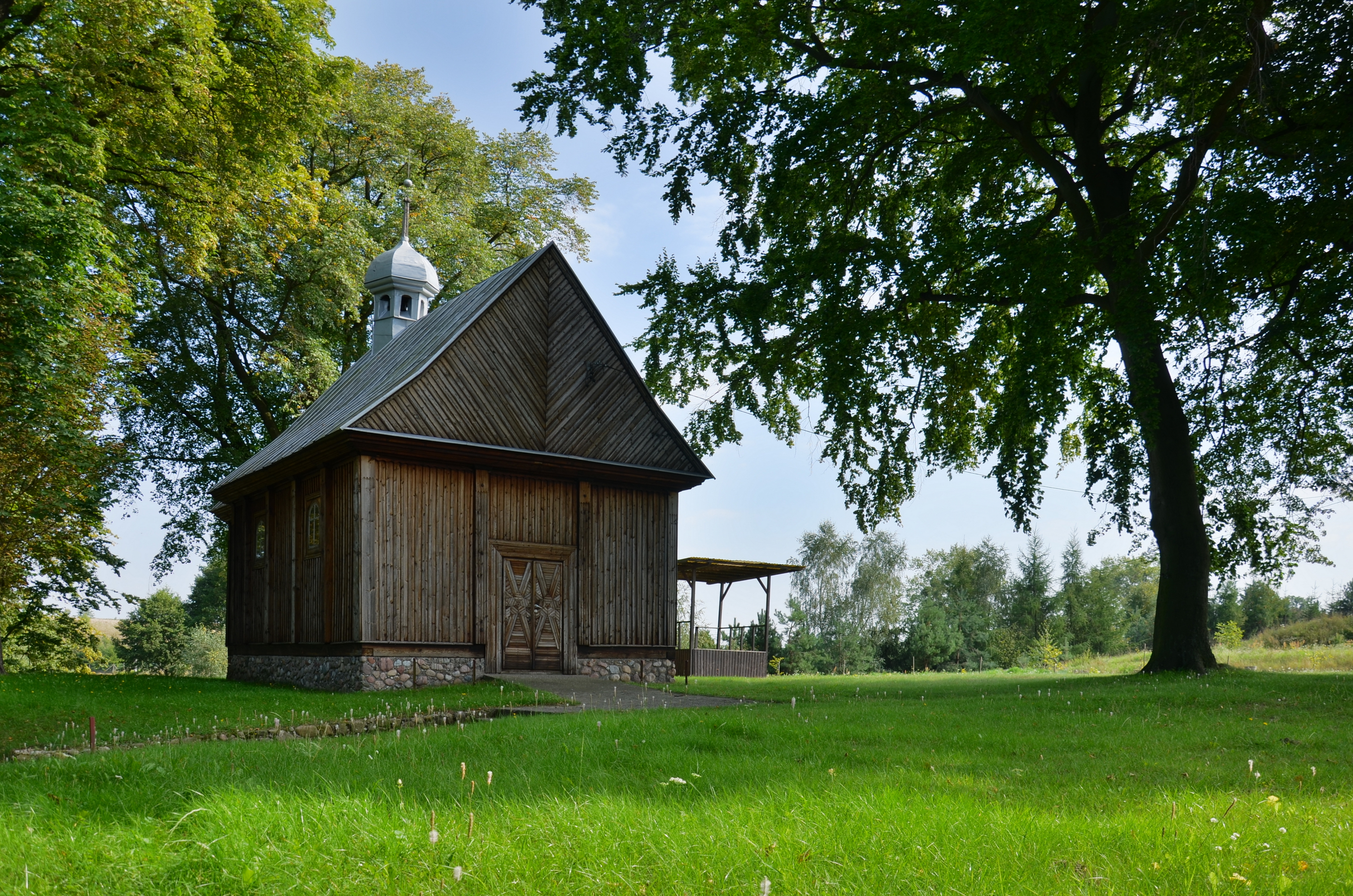